# Mlhovina Řasy
Mlhovina Řasy (také známá jako Řasová mlhovina, Závojová mlhovina, anglicky Veil Nebula  nebo Caldwell 33 a 34) je oblak zahřátého a ionizovaného plynu a prachu, který vidíme jako emisní mlhovinu v souhvězdí Labutě. Mlhovina je tvořena viditelnými částmi Smyčky v Labuti (zdroj rádiového záření W78, nazývaný také Sharpless 103), což je velký a poměrně slabý pozůstatek supernovy. Výchozí supernova vybuchla před asi 5 000 až 8 000 lety a zbytky se od té doby rozšířily na plochu přibližně 3 úhlových stupňů, což odpovídá šestinásobku průměru Měsíce v úplňku. Vzdálenost mlhoviny není přesně známa, ale data z vesmírného teleskopu Far Ultraviolet Spectroscopy Explorer (FUSE) ukazují vzdálenost 1 470 světelných let.
Hubbleův vesmírný dalekohled zachytil několik snímků této mlhoviny. Rozbor spektra záření mlhoviny vykazuje přítomnost kyslíku, síry a vodíku. Mlhovina je jedním z nejjasnějších a největších objektů na obloze v oboru rentgenového záření. 
24. září 2015 byly vydány nové snímky a videa Řasové mlhoviny 
spolu s výkladem.

## Části mlhoviny
V současném pojetí se názvy Řasová mlhovina a Závojová mlhovina obecně vztahují k celé viditelné struktuře pozůstatku supernovy, nebo dokonce k celé samotné smyčce. Členitost mlhoviny je tak velká, že bylo jednotlivým obloukům mlhoviny přiřazeno několik čísel v katalogu NGC. Hlavní viditelné složky jsou tři:
- západní část (anglicky The Western Veil, také známá jako Caldwell 34) označená jako NGC 6960 (nazývaná "Koště čarodějnice", anglicky the "Witch's Broom", "Finger of God",[8]

nebo "Filamentary Nebula") s hvězdou 52 Cygni, která se nachází v popředí
- východní část (anglicky The Eastern Veil, také známá jako Caldwell 33), jejíž nejjasnější část je NGC 6992 a na jihu přechází do NGC 6995 (spolu s NGC 6992 nazývaná anglicky "Network Nebula"[2]) a IC 1340
- Pickeringův trojúhelník (anglicky Pickering's Triangle nebo Pickering's Triangular Wisp) je nejjasnější u severní hrany smyčky a na fotografiích pokračuje do středové oblasti smyčky

NGC 6974 a NGC 6979 jsou jasné obláčky na slabší části mlhoviny na severním okraji smyčky mezi NGC 6992 a Pickeringovým trojúhelníkem.

## Pozorování

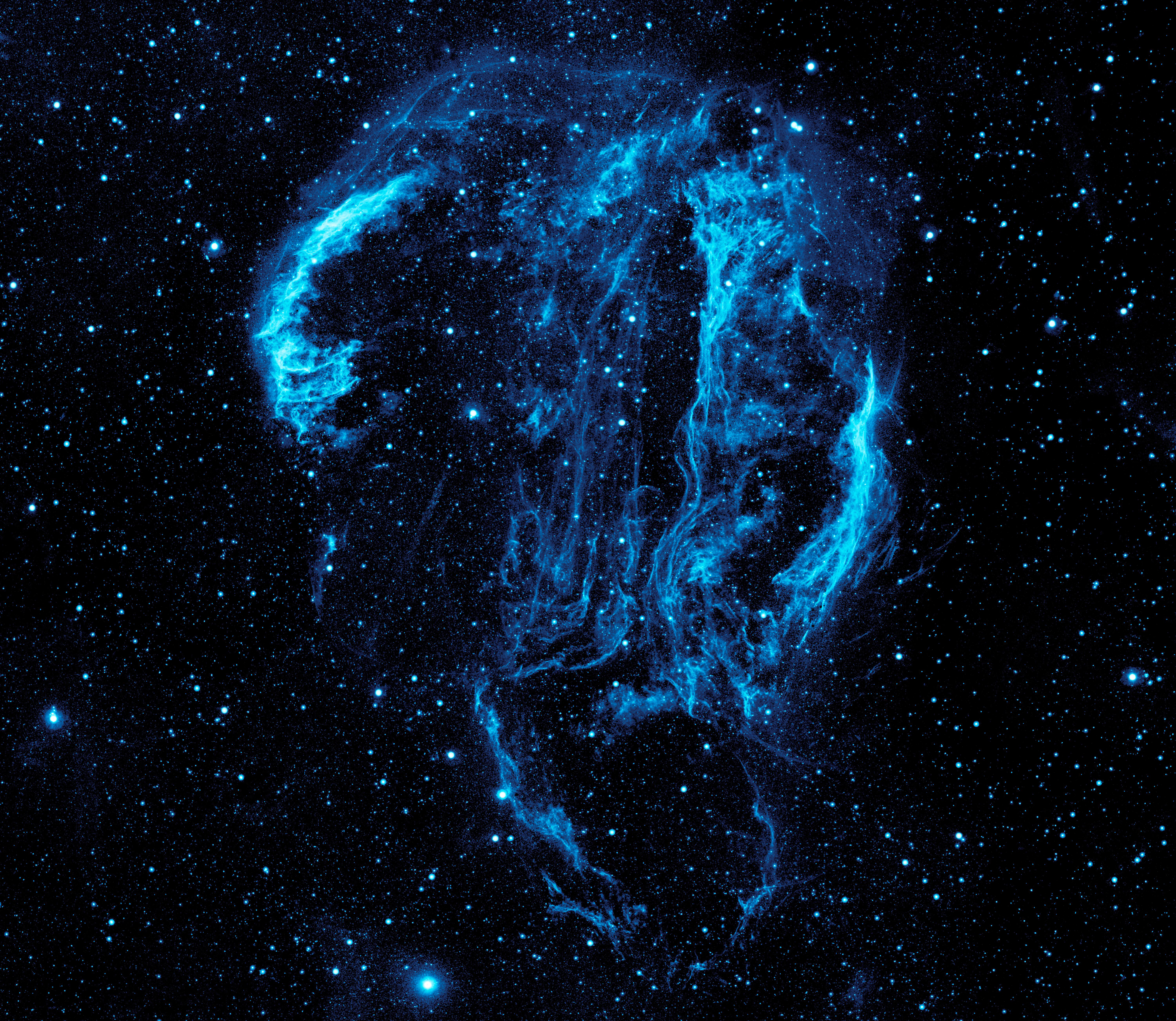
Širokoúhlý ultrafialový snímek Smyčky v Labuti/Řasové mlhoviny

Řasovou mlhovinu objevil William Herschel 5. září 1784. Západní část popsal takto: "rozsáhlá; prochází kolem 52 Cygni... skoro 2 stupně dlouhá." Východní část popsal: "větvící se mlhovina... východní část se dělí do několika proudů, které se směrem k jihu opět spojují."
Při bližším zkoumání některé části vypadají jako vlákna provazu. Běžným vysvětlením je velmi tenké čelo rázové vlny, které má tloušťku 1/50 000 jejího poloměru,
takže je obálka viditelná pouze tehdy, když se na ni díváme přesně z boku. Díky tomu obálka vypadá jako vlákno. Zvlnění na povrchu obálky vytváří více obrazů, proto se vlákna jeví jako propletená. 
Na obloze se tato mlhovina nachází v jižní části souhvězdí, NGC 6960 přibližně 3° jižně od hvězdy Epsilon Cygni s magnitudou 2,5 a NGC 6992 přibližně 3° jihovýchodně od téže hvězdy. Ačkoli má mlhovina poměrně velkou zdánlivou magnitudu 7, je rozprostřená na velmi velké ploše a má tedy nízkou plošnou jasnost. Díky tomu je mezi astronomy proslulá obtížnost jejího pozorování. Nicméně pozorovatel může mlhovinu vidět celkem jasně pomocí dalekohledu vybaveného OIII filtrem (filtr propouštějící pouze vlnovou délku světla z dvojitě ionizovaného kyslíku), protože většinu světla tato mlhovina vyzařuje na této vlnové délce. Dalekohled o průměru primárního zrcadla 200 mm s OIII filtrem ukáže jemnou síť viditelnou na fotografiích a alespoň v náznaku by s pomocí OIII filtru měla být vidět téměř v každém dalekohledu. Někteří pozorovatelé dokonce tvrdí, že mlhovinu viděli bez dalekohledu, když se dívali pouze přes OIII filtr držený před okem. Místo OIII filtru se dá případně použít UHC filtr, který také velmi usnadní pozorování.
Jasnější části mlhoviny mají v katalogu NGC označení NGC 6960, 6974, 6979, 6992 a 6995. Nejsnadnější objekt k nalezení je NGC 6960, který prochází kolem pouhým okem viditelné hvězdy 52 Cygni. NGC 6992/5 jsou také poměrně jednoduché objekty na východní straně smyčky. NGC 6974 a NGC 6979 jsou viditelné jako obláčky u severní hrany smyčky. Pickeringův trojúhelník je mnohem slabší a nemá NGC číslo (ačkoli je mu příležitostně přisuzováno číslo 6979). Objevila jej fotograficky Vilemína Flemingová v roce 1904 (po vydání katalogu NGC), ale byl přisouzen řediteli observatoře Edwardu Charlesi Pickeringovi, jak bylo tehdy zvykem.

## Galerie obrázků

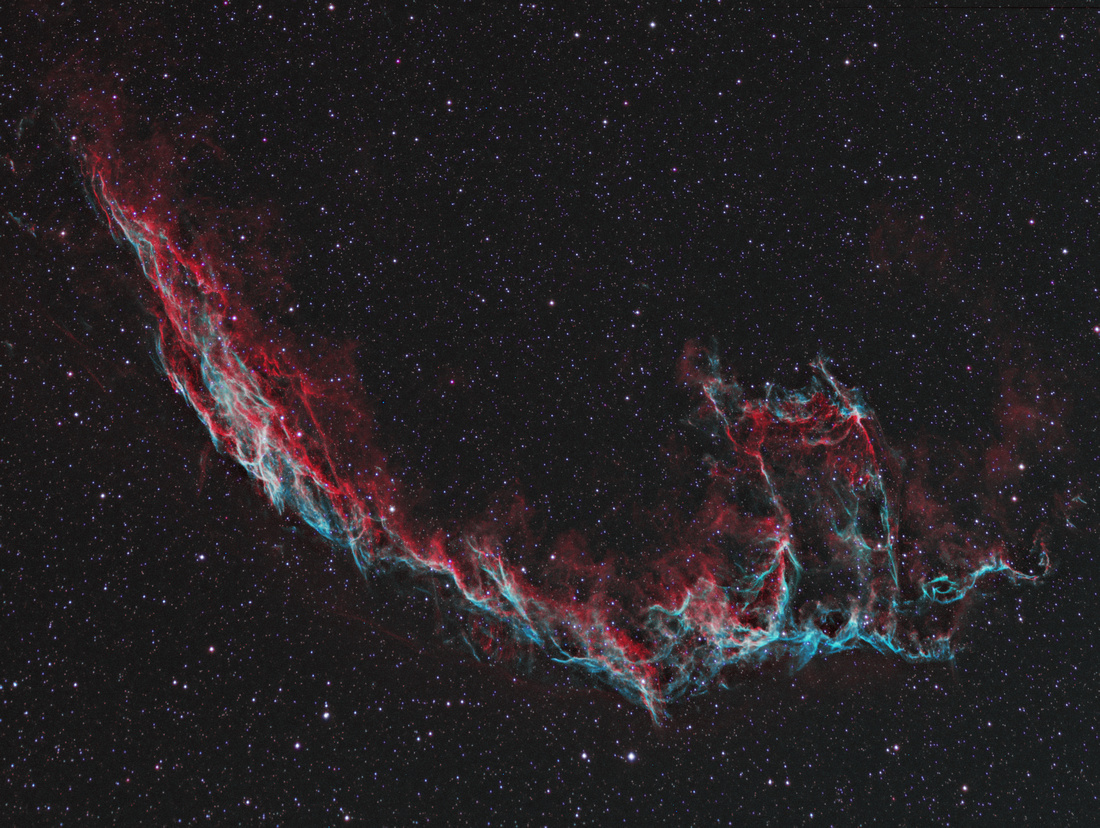
Východní část Řasové mlhoviny (NGC 6992/95)
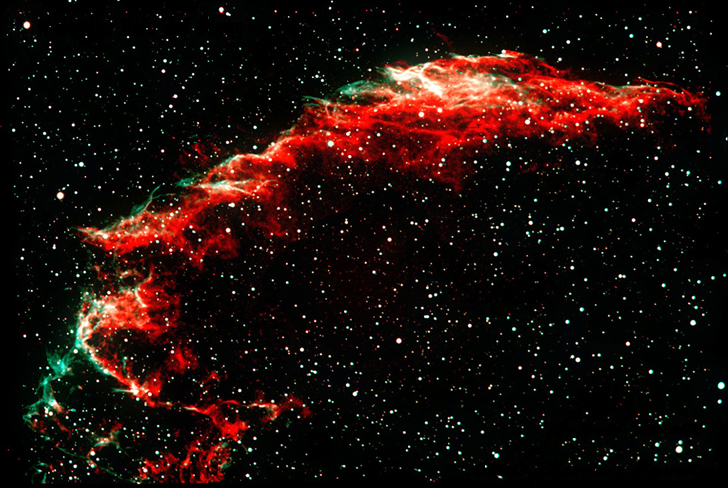
Podrobný pohled na východní část Řasové mlhoviny (NGC 6992)
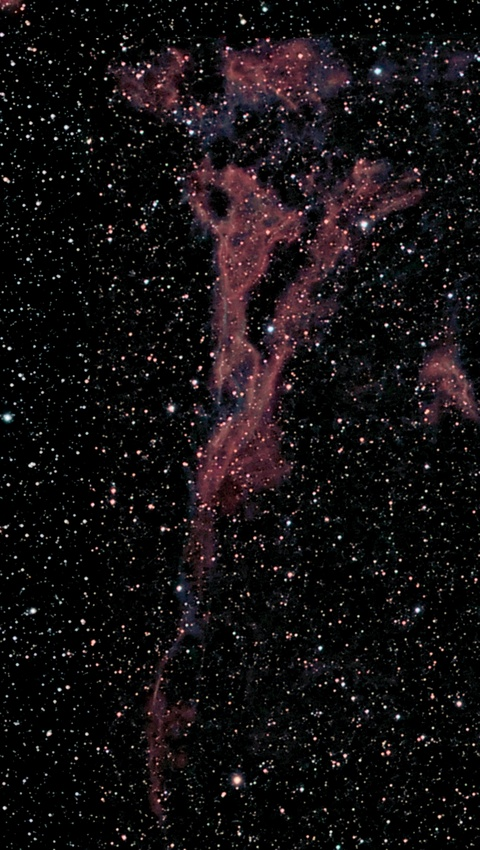
Pickeringův (Flemingův) trojúhelník
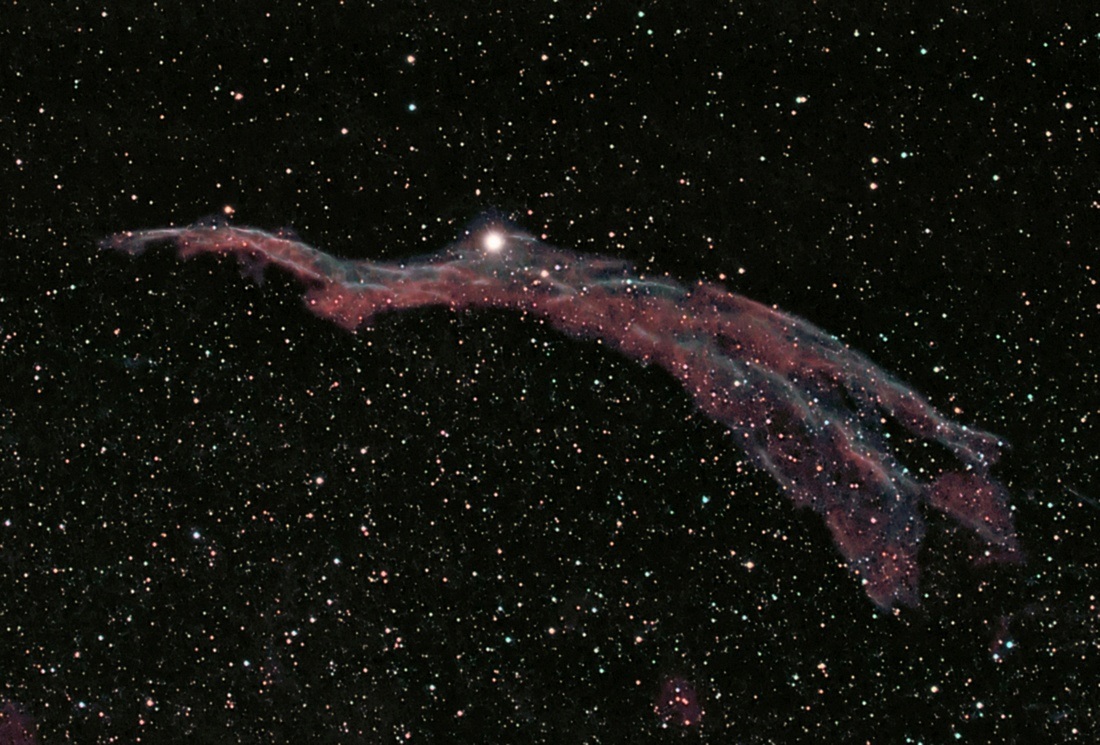
Západní část Řasové mlhoviny (NGC 6960)
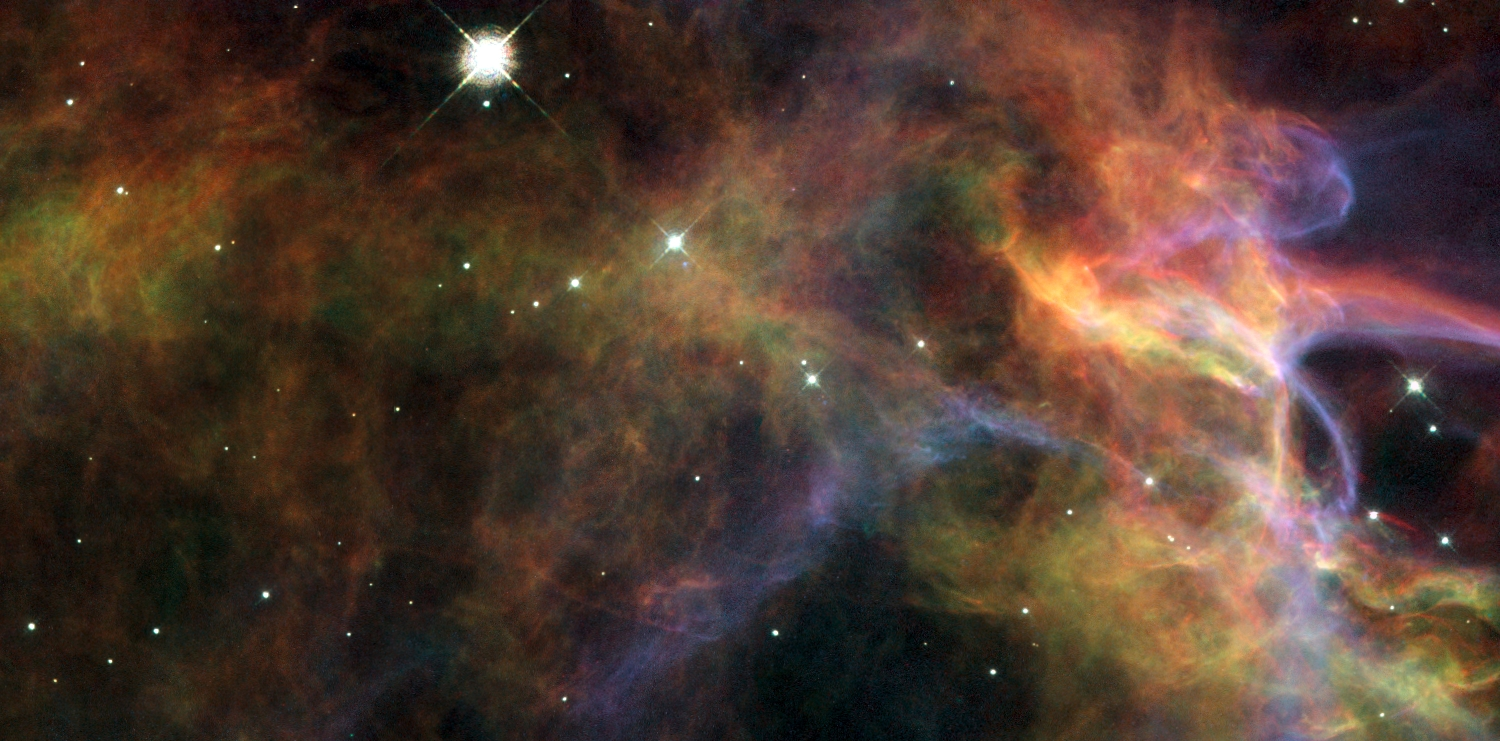
Podrobný pohled na Řasovou mlhovinu
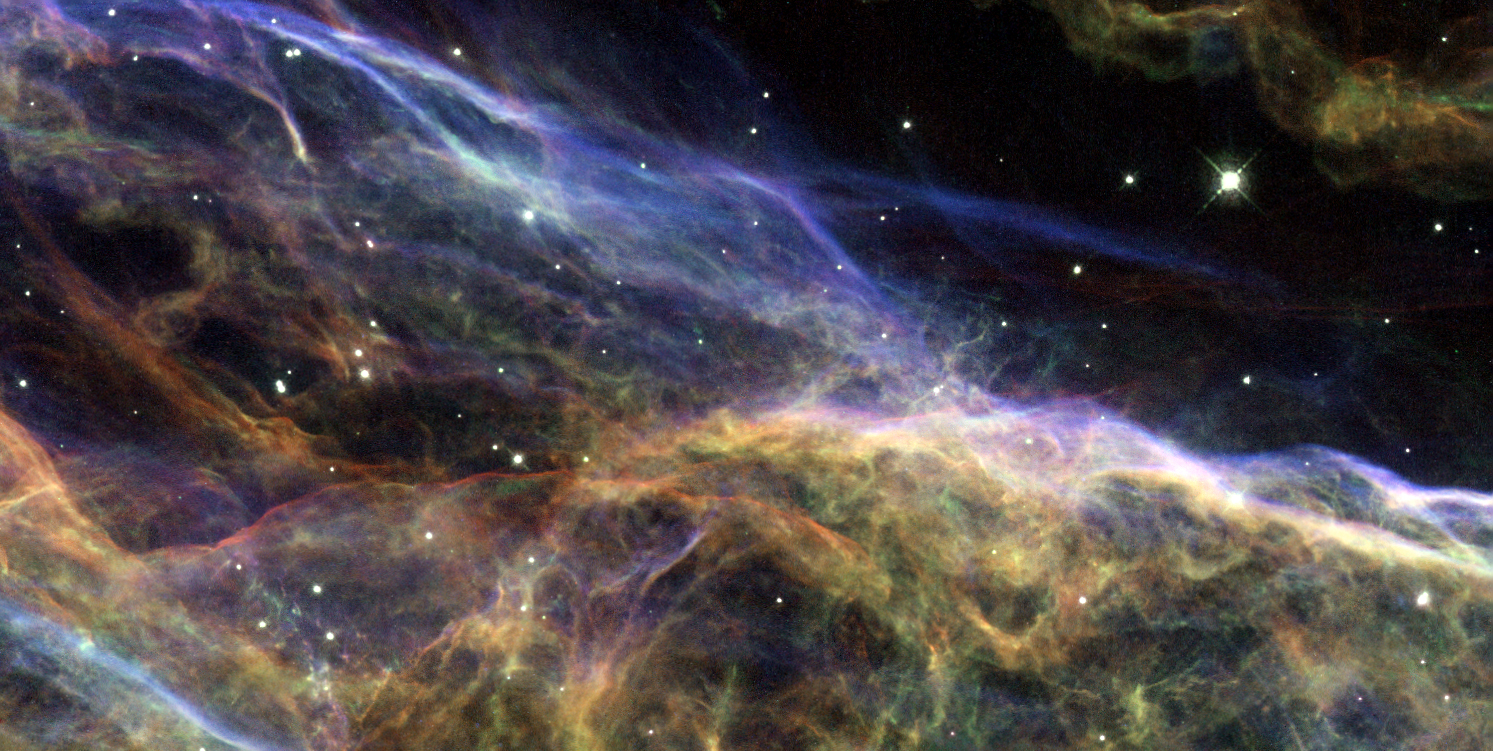
Podrobný snímek části mlhoviny z Hubbleova vesmírného dalekohledu
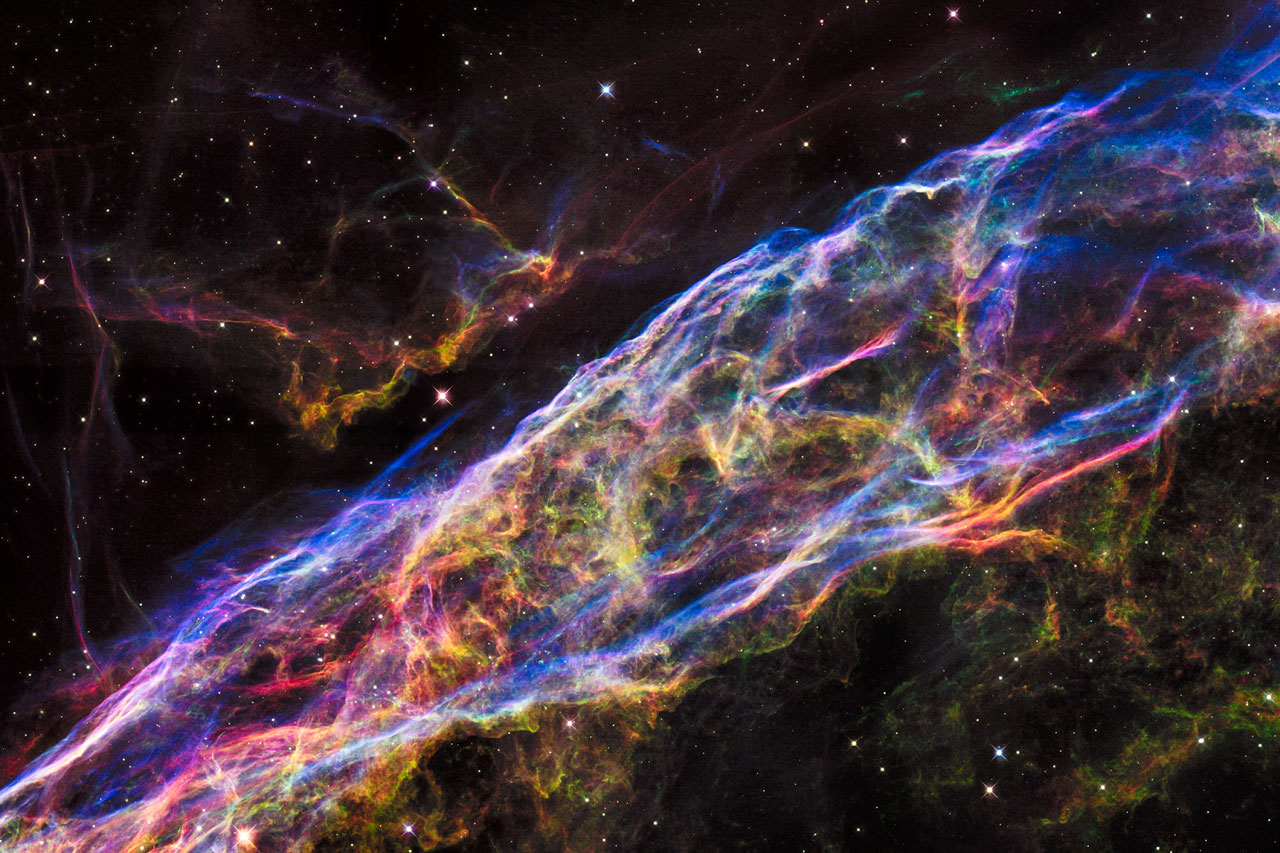
Podrobný snímek jiné části mlhoviny z HST
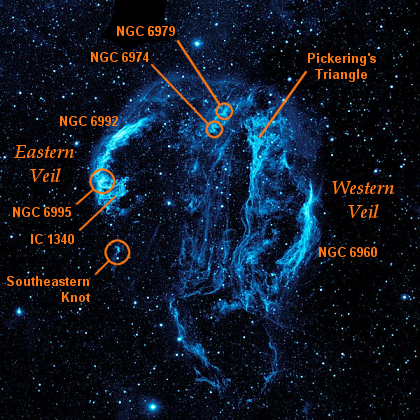
Smyčka v Labuti s označením jednotlivých částí